# Burgerlijke staat
Burgerlijke staat is de formele positie van een mens in de zin en betekenis van het burgerlijk wetboek. Te onderscheiden vallen huwelijkse staat, partnerregistratie (geregistreerd partnerschap); de zogenaamde wettige dan wel onwettige afstamming; meerder- of minderjarigheid, eventuele ondercuratelestelling, specifieke situaties van voogdij of ouderlijk gezag, en nationaliteit. Het opzettelijk onzeker maken van iemands afstamming (onder andere door naamswijziging) en bigamie zijn verduisteringen van burgerlijke staat en daaronder strafbaar gesteld.
De Nederlandse Grondwet verbiedt in artikel 1 ongelijke behandeling op grond van burgerlijke staat bij de arbeid en beroepsuitoefening, het aanbieden van goederen en diensten en bij het geven van advies over school- en beroepskeuze. Direct onderscheid naar burgerlijke staat is altijd verboden tenzij de wet zelf een uitzondering maakt. Indirect onderscheid op grond van burgerlijke staat kan objectief gerechtvaardigd zijn.
De Belgische Grondwet vermeldt zulke ongelijke behandeling op grond van de burgerlijke staat niet. De artikelen 10 en 11 van de Grondwet bieden wel een meer algemene bescherming.
De meeste gegevens van burgerlijke staat worden bijgehouden door de burgerlijke stand.